# Produção de Avengers: Doomsday e Avengers: Secret Wars
Avengers: Doomsday e Avengers: Secret Wars são filmes estadunidenses de super-heróis baseados na equipe de super-heróis os Vingadores, da Marvel Comics, produzidos pela Marvel Studios e AGBO, e distribuídos pela Walt Disney Studios Motion Pictures. São, respectivamente, o quinto e o sexto filmes da franquia Vingadores, após Avengers: Endgame (2019) e o 39º e o 42º filmes do Universo Cinematográfico Marvel (MCU). Ambos os filmes são dirigidos por Anthony e Joe Russo, a partir de roteiros de Michael Waldron e Stephen McFeely. Apresentam um elenco composto por muitos atores do MCU, encabeçados por Vanessa Kirby, Anthony Mackie, Ebon Moss-Bachrach, Joseph Quinn, Pedro Pascal e Robert Downey Jr.. Em Doomsday, os Vingadores, os Wakandanos, o Quarteto Fantástico, os Novos Vingadores e os X-Men se unem para enfrentar o Doutor Destino (Downey).
Dois novos filmes dos Vingadores, The Kang Dynasty e Secret Wars, foram anunciados em julho de 2022 como a conclusão da Fase Seis do MCU e da "Saga do Multiverso". Destin Daniel Cretton foi contratado para dirigir The Kang Dynasty e Jonathan Majors foi definido para reprisar seu papel no MCU como o vilão Kang, o Conquistador. Jeff Loveness foi contratado para escrever The Kang Dynasty em setembro e Waldron foi contratado para escrever Secret Wars um mês depois. Em novembro de 2023, Cretton saiu, Waldron substituiu Loveness como roteirista de The Kang Dynasty também, e a Marvel estava considerando se afastar da história de Kang, em parte devido aos problemas legais de Majors; Majors foi demitido no mês seguinte. O retorno dos irmãos Russo como diretores e McFeely como roteirista, a escalação de Downey como o novo vilão Doutor Destino e o novo subtítulo Doomsday para o primeiro filme foram todos anunciados em julho de 2024.
Ambos os filmes estão sendo produzidos no Pinewood Studios, na Inglaterra. As filmagens de Doomsday ocorrerão de abril a agosto de 2025, e as de Secret Wars estão programadas para começar em meados de 2026. Jeffrey Ford está editando os filmes e Alan Silvestri está compondo a trilha sonora, ambos retornando de filmes anteriores do MCU.
Avengers: Doomsday está previsto para ser lançado em 18 de dezembro de 2026, e Avengers: Secret Wars está previsto para ser lançado em 17 de dezembro de 2027, ambos parte da Fase Seis do MCU.

## Desenvolvimento

### Plano de fundo
Discutindo a aquisição da 21st Century Fox pela Disney, que viu o retorno dos direitos cinematográficos de Deadpool, X-Men e Quarteto Fantástico para a Marvel Studios, Joe Russo — codiretor de Avengers: Infinity War (2018) e Avengers: Endgame (2019) com seu irmão Anthony — disse em abril de 2018 que seria interessante apresentar esses personagens ao Universo Cinematográfico Marvel (MCU) usando um filme de Secret Wars que reúne diferentes personagens e realidades. Secret Wars é o nome de um evento crossover de histórias em quadrinhos de 1984–85 escrito por Jim Shooter e uma história em quadrinhos de 2015–16 escrita por Jonathan Hickman, ambos acompanhando vários personagens da Marvel que convergem no planeta Battleworld. No mês seguinte, o CEO da Walt Disney Company, Bob Iger, disse que a Marvel Studios estava se concentrando em novos personagens e franquias para o MCU após Endgame, mas outro filme dos Vingadores poderia acontecer eventualmente, dada a popularidade dos filmes anteriores. Em abril de 2019, os roteiristas de Infinity War e Endgame, Christopher Markus e Stephen McFeely, disseram que voltariam para escrever um filme de Secret Wars se os irmãos Russo o dirigissem. Joe Russo discutiu a ideia novamente em julho de 2020, dizendo que "executar algo na escala de Infinity War estava diretamente relacionado ao sonho de Secret Wars, que é ainda maior em escala".
O presidente da Marvel Studios, Kevin Feige, disse em janeiro de 2021 que outro filme dos Vingadores aconteceria eventualmente. Em agosto de 2021, Shooter disse que executivos da Marvel tentaram garantir os direitos de sua história de Secret Wars e ele presumiu que eles estavam planejando uma adaptação cinematográfica, embora a Marvel não tivesse confirmado isso. Ao discutir o futuro do MCU para a Variety, em maio de 2022, Adam B. Vary disse que ainda não havia uma noção de para onde a franquia estava indo depois de Endgame, mas vários projetos da Fase Quatro do MCU apresentaram o multiverso e alguns potenciais "Grandes Vilões", como Kang, o Conquistador. Em setembro de 2020, Jonathan Majors foi escalado como Kang para o filme Ant-Man and the Wasp: Quantumania (2023). Ele foi apresentado como uma "variante" de Kang de um universo alternativo, chamada Aquele Que Permanece, na primeira temporada da série de televisão Loki (2021), do Disney+, que introduziu o multiverso no MCU. Kang foi descrito por Michael Waldron, criador de Loki, como um "adversário multiversal que viaja no tempo" e o "próximo grande vilão de crossover" do MCU. O roteirista de Quantumania, Jeff Loveness, o chamou de "vilão de primeira linha dos Vingadores". Além disso, Doctor Strange in the Multiverse of Madness (2022), filme da Fase Quatro escrito por Waldron, introduz a ideia de "incursões" — uma ideia-chave na história em quadrinhos de Secret Wars de 2015 — onde um universo destrói outro dentro do multiverso. Waldron comparou isso à introdução de Thanos no MCU muito antes de ele se tornar o principal vilão da "Saga do Infinito", que abrange as Fases Um, Dois e Três do MCU.

### Anúncio comoThe Kang DynastyeSecret Wars

Logo de Avengers: The Kang Dynasty

Em julho de 2022, os irmãos Russo reiteraram que eram fãs dos quadrinhos Secret Wars, mas disseram que não havia planos de dirigir uma versão cinematográfica. A dupla acrescentou que teria que considerar as implicações de tal projeto porque seria um "empreendimento gigantesco" e fazer Guerra Infinita e Ultimato já havia sido muito difícil. Na San Diego Comic-Con mais tarde naquele mês, Feige anunciou Avengers: The Kang Dynasty e Avengers: Secret Wars, que seriam lançados em 2 de maio de 2025 e 7 de novembro de 2025, respectivamente. Eles estavam confirmados para concluir a Fase Seis do MCU e completar "A Saga do Multiverso", que abrange as Fases Quatro, Cinco e Seis. O primeiro filme foi inspirado em "Kang Dynasty", uma história em quadrinhos de 2001–02, escrita por Kurt Busiek, na qual Kang, o Conquistador, viaja no tempo para escravizar a humanidade. Feige comparou os filmes a Infinity War e Endgame, que concluíram a "Saga do Infinito". Ele disse que muitos dos projetos da Fase Quatro estavam construindo a história maior de The Kang Dynasty e da "Saga do Multiverso", e isso continuaria nas Fases Cinco e Seis. Feige acrescentou que o papel de Majors como múltiplas variantes de Kang fez dele um tipo diferente de vilão do principal antagonista da Saga do Infinito, Thanos, e disse que "não há ninguém em quem eu preferiria colocar a Saga do Multiverso" além dos ombros de Majors. Mais tarde, foi relatado que a Marvel Studios não estava planejando inicialmente que a próxima saga do MCU girasse em torno de Kang, mas eles decidiram fazer isso depois de ver a atuação de Majors na primeira temporada de Loki e nas primeiras cenas de cópias diárias durante as filmagens de Quantumania.  Feige confirmou que os irmãos Russo não retornariam como diretores de Infinity War e Endgame.
Destin Daniel Cretton foi revelado como diretor de The Kang Dynasty logo após o anúncio da SDCC. Ele dirigiu Shang-Chi and the Legend of the Ten Rings (2021) para a Marvel Studios e assinou um acordo geral com o estúdio em dezembro de 2021 que incluía dirigir uma sequência para o filme e desenvolver a série Wonder Man (2025), do Disney+. Cretton foi contratado apenas para dirigir The Kang Dynasty, diferentemente de como os irmãos Russo dirigiram Infinity War e Endgame. Loveness foi contratado para escrever o roteiro em setembro de 2022, e começou a trabalhar duas semanas depois. Ele ficou surpreso ao ser considerado para o filme, achando que estaria "pronto" para Quantumania, e acreditava que a Marvel Studios o havia convidado para fazer o trabalho em The Kang Dynasty porque eles gostaram de sua interpretação de Kang, assim como dos elementos que ele incluiu em Quantumania, que ele sentiu que seriam uma boa preparação para um filme dos Vingadores. Uma cena com mais detalhes sobre a história e o futuro de Kang foi cortada de Quantumania e Loveness achou que esses detalhes seriam mais adequados para serem revelados no próximo filme dos Vingadores. Também em setembro, a Marvel Studios se reuniu com potenciais roteiristas para Secret Wars. Waldron foi considerado o favorito e foi contratado para escrever o filme em outubro, quando sua data de lançamento foi adiada para 1º de maio de 2026. Em novembro, Simu Liu expressou entusiasmo por reprisar seu papel como Xu Shang-Chi, de Shang-Chi and the Legend of the Ten Rings, e trabalhar com Cretton novamente no filme. Majors já havia discutido a Dinastia Kang com Cretton até então, e em janeiro de 2023 sua aparição em Secret Wars também foi confirmada. Loveness disse em janeiro de 2023 que queria que The Kang Dynasty parecesse uma "luta geracional" que pegaria os novos personagens do MCU da Fase Quatro e os "jogaria no fogo". Shang-Chi estava definido para ser um dos personagens principais do filme naquela época. Em março, Loveness disse que o Quarteto Fantástico e os X-Men não apareceriam no filme porque suas introduções no MCU estariam "muito distantes".

### Demissão de Jonathan Majors e mudanças criativas
Após a prisão de Majors em março de 2023 e as subsequentes alegações de agressão, a Marvel Studios ainda não havia discutido a remoção do ator do MCU até o mês seguinte. Ele ainda estava escalado para estrelar The Kang Dynasty e Secret Wars, e deveria receber 20 milhões de dólares em compensação pelo primeiro. A Disney estaria monitorando a situação. Joanna Robinson, do The Ringer, descreveu as acusações contra Majors como um "grande problema" para a Marvel Studios, que os colocou em uma posição incomum, já que era inédito para o estúdio planejar tanto da franquia em um personagem e ator; ela argumentou que Majors havia se tornado uma parte muito mais integral da Saga do Multiverso do que Robert Downey Jr. ou Josh Brolin haviam sido para a Saga do Infinito como Tony Stark / Homem de Ferro e Thanos, respectivamente. Robinson também observou que havia relatos conflitantes sobre como o estúdio procederia com o assunto. Naquela época, The Kang Dynasty estava programado para começar a ser filmado no início de 2024. O jornalista Jeff Sneider relatou em maio que Loveness não estava mais envolvido no filme e havia saído antes do início da greve dos roteiristas dos Estados Unidos de 2023, no início daquele mês. Em junho, a data de lançamento do filme foi adiada para 1º de maio de 2026, em parte porque o roteiro não estava pronto antes da greve.
Tatiana Siegel, da Variety, relatou em novembro de 2023 que os executivos da Marvel Studios discutiram a possibilidade de trazer de volta o elenco original dos Vingadores, incluindo Downey como Homem de Ferro e Scarlett Johansson como Natasha Romanoff / Viúva Negra, o que Feige negou mais tarde. Siegel também relatou que os executivos da Marvel Studios começaram a discutir planos alternativos para a Saga do Multiverso devido aos problemas legais de Majors, incluindo mudar o foco para outro antagonista dos quadrinhos, como o Doutor Destino; já era esperado que esse personagem fosse um grande antagonista, se não o antagonista principal, em Secret Wars. O estúdio começou a considerar mudanças na Saga Multiverso, incluindo minimizar o papel de Kang, após o desempenho decepcionante de bilheteria de Quantumania. Siegel sentiu que rescalar Majors era outra opção, já que a Marvel Studios já havia rescalado papéis importantes no MCU devido a problemas nos bastidores, e ela relatou que o episódio final da segunda temporada de Loki (2023) definiria o futuro papel de Kang e suas variantes de uma forma que seria difícil para a Marvel mudar. No entanto, quando o episódio foi lançado logo depois, vários comentaristas opinaram que ele na verdade minimizou o papel futuro de Kang e forneceu várias soluções possíveis para a Marvel, incluindo ter as variantes de Kang sendo lidadas pela Autoridade de Variância Temporal (AVT), de Loki, em off e potencialmente substituí-las por variantes de Loki.
Também em novembro, Robinson relatou que Loveness deixou o filme porque estava intimamente associado à história de Kang e a Marvel estava "se afastando" disso. Aaron Couch e Borys Kit, escrevendo para o The Hollywood Reporter, disseram que Loveness completou um rascunho do roteiro antes de sair. A dupla de diretores Justin Benson e Aaron Moorhead demonstrou interesse em dirigir Secret Wars depois de dirigir episódios da série Moon Knight (2022) e da segunda temporada de Loki (2023). Em meados do mês, Cretton deixou o cargo de diretor de The Kang Dynasty para se concentrar em outros projetos do MCU. Sua saída foi considerada amigável, pois ele ainda estava trabalhando em outros projetos com o estúdio, e foi parcialmente atribuída aos atrasos na programação do filme. Sneider relatou que a Marvel agora queria um roteirista e um diretor que pudessem desenvolver tanto The Kang Dynasty quanto Secret Wars como um final de duas partes para a Saga do Multiverso. Ele sugeriu que a Marvel abandonasse o título Kang Dynasty e renomeasse os filmes como uma adaptação de duas partes de Secret Wars, acreditando que essa seria uma maneira conveniente de gerar entusiasmo pelos filmes e, ao mesmo tempo, evitar mais perguntas sobre o envolvimento de Majors. Waldron foi contratado para reescrever o roteiro de The Kang Dynasty no final do mês. Em dezembro, Majors foi demitido pela Disney e pela Marvel Studios após ser considerado culpado de assédio e agressão imprudente em terceiro grau. Não se sabia se a Marvel iria rescalar Kang ou redirecionar seus planos para um novo vilão, mas o estúdio começou a se referir ao filme internamente como Avengers 5. Sneider logo relatou que, como sua sugestão anterior, a Marvel Studios estava agora desenvolvendo Secret Wars como um "filme gigante de cinco horas" dividido em duas partes, com um ano entre seus lançamentos, e eles estavam procurando um diretor que não tivesse dirigido um filme da Marvel anteriormente. As filmagens foram adiadas para o final de 2024 devido à demissão de Majors. Em fevereiro de 2024, Couch e Kit disseram que a Marvel estava "limpando a bagunça criativa" causada pela demissão de Majors e pela atuação de Quantumania, com Avengers 5 e Secret Wars sendo reescritos para minimizar o papel de Kang ou removê-lo completamente. Eles confirmaram que Avengers 5 seria renomeado para não fazer mais referência a Kang.

### Novo trabalho comoDoomsday
Os comentaristas notaram que a edição nº 5 dos quadrinhos Secret Wars de 2015 pode ser vista em um trailer do filme Deadpool & Wolverine (2024), da Fase Cinco, que foi lançado em fevereiro de 2024. Deadpool & Wolverine é estrelado por Ryan Reynolds como Wade Wilson / Deadpool, Hugh Jackman como Logan / Wolverine e vários outros atores reprisando seus papéis da série de filmes dos X-Men da 20th Century Fox ou outros filmes anteriores da Marvel, como parte de uma história multiverso que serve como uma homenagem aos filmes da Marvel da Fox. Enquanto concluía seu trabalho na direção de Deadpool & Wolverine para a Marvel Studios, Shawn Levy foi discretamente convidado para dirigir Avengers 5 em meados de março de 2024. Ele recusou a oferta devido a problemas de agendamento com seu papel como diretor e produtor executivo na quinta temporada de Stranger Things (2025), que o manteria ocupado até o ano seguinte. Em abril, as filmagens foram relatadas para começar no início de 2025, depois que a Marvel Studios atrasou o cronograma de produção do filme por vários meses. No mês seguinte, Waldron entregou um novo rascunho do roteiro no final de maio, que foi entregue a Levy, que ainda era considerado a principal escolha do estúdio para dirigir o filme. Levy estava na disputa novamente após o atraso na produção e iniciou as primeiras discussões com o estúdio no início de junho. Outros diretores ainda estavam sendo considerados, e Levy ainda não havia se comprometido com o filme devido ao seu trabalho em Stranger Things e um filme planejado de Star Wars.

No início de maio, o estúdio abordou Downey sobre retornar ao MCU para assumir o novo personagem de Victor von Doom / Doutor Destino. O ator fez um teste para o papel no filme Fantastic Four (2005), da 20th Century Fox, antes de ser escalado como Homem de Ferro no MCU. Feige queria que Downey retornasse à franquia e eles discutiram a ideia de ele interpretar o Doutor Destino antes do lançamento de Quantumania em fevereiro de 2023. Feige disse que o estúdio percebeu, mesmo antes dos problemas legais de Majors, que Kang "não era grande o suficiente, não era Thanos", e que o personagem certo para servir como o principal antagonista da Saga do Multiverso era o Doutor Destino, a quem eles finalmente tiveram acesso após a aquisição da Fox. Ele disse que escalar Downey era um plano de longo prazo para "pegar um dos nossos maiores personagens e utilizar um dos nossos maiores atores". O estúdio fez várias ofertas ao ator, mas Downey recusou e disse que só retornaria se os irmãos Russo também retornassem como diretores. Feige e Downey apresentaram a ideia aos irmãos Russo várias vezes, mas eles estavam relutantes em retornar, sentindo-se "criativamente esgotados" por seus filmes anteriores do MCU. Joe Russo acrescentou que o processo de filmar, concluir e promover vários filmes do MCU em um curto período de tempo foi intenso e fisicamente exaustivo para a dupla. Depois que McFeely abordou os Russos com uma ideia para os filmes que os entusiasmaram, eles entraram em negociações iniciais para dirigir Avengers 5 e Secret Wars em meados de julho. Já estava claro que Levy não estava interessado em retornar ao MCU tão cedo depois de Deadpool e Wolverine. Matthew Belloni, do Puck, relatou que a agência de talentos Creative Artists Agency sugeriu Greg Berlanti e Noah Hawley à Marvel Studios como possíveis diretores para ambos os filmes, mas eles foram rejeitados por Feige. Downey assinou um contrato para estrelar como Doutor Destino no final de julho. Sneider relatou que ele seria apresentado no filme The Fantastic Four: First Steps (2025) antes de estrelar os próximos filmes dos Vingadores.
Na SDCC, no final de julho de 2024, os irmãos Russo foram confirmados como diretores dos próximos dois filmes dos Vingadores. Eles revelaram que Avengers 5 agora se chamaria Avengers: Doomsday, e ambos os filmes teriam Downey como Doutor Destino, que eles achavam que era necessário para fazer justiça à história de Secret Wars. Os irmãos Russo estavam produzindo Doomsday e Secret Wars por meio de sua produtora AGBO, McFeely assumiu de Waldron os roteiros de ambos os filmes, e as filmagens estavam programadas para começar no segundo trimestre de 2025 em Londres. Markus não voltou a coescrever os filmes, preferindo se concentrar em executar projetos para a AGBO. A reunião da Marvel Studios, Downey e os irmãos Russo foi considerada por especialistas da indústria como um retorno ao que havia funcionado no passado e uma "combinação perfeita de timing e todos estando na mesma página". Os irmãos Russo e Downey teriam ganhado 40 e 50 milhões de dólares, respectivamente, por cada filme. Esperava-se que eles recebessem bônus com base no desempenho de bilheteria dos filmes, com potencial para dobrar o salário de Downey. Downey também negociou viagens em jatos particulares, segurança pessoal dedicada e vários trailers nos sets de filmagem em seu acordo. Respondendo aos anúncios da convenção, Majors disse que estava "de coração partido" com a decisão de seguir em frente com os filmes sem ele e disse que estava aberto a retornar ao MCU como Kang se a Marvel Studios quisesse explorar mais o personagem. Em maio de 2025, a Disney adiou o lançamento de Doomsday para 18 de dezembro de 2026 e Secret Wars para 17 de dezembro de 2027, para dar mais tempo para a produção ser concluída.
Os Russos e Downey teriam ganhado 40 milhões e 50 milhões de dólares, respectivamente, por cada filme. Esperava-se que eles recebessem bônus com base no desempenho de bilheteria dos filmes, com potencial para dobrar o salário de Downey. Downey também negociou viagens em jatos particulares, segurança pessoal dedicada e vários trailers nos sets de filmagem em seu acordo. Após ganhar entre 500 e 600 milhões de dólares em suas aparições anteriores no MCU, não se esperava que Downey recebesse desconto salarial. Nem o ator deo Thor, Chris Hemsworth, que Belloni relatou que teria um papel importante em Doomsday e seria o "segundo protagonista" do filme, depois de Downey. Ele atribuiu isso ao sentimento da Marvel Studios de que precisava de estrelas consagradas em papéis reconhecíveis para ajudar a "eventualizar" o filme.

## Roteiro
O livro MCU: The Reign of Marvel Studios (2023), de Robinson, Dave Gonzales e Gavin Edwards, inclui uma citação de Feige que, segundo Robinson, implicava que Secret Wars seria um soft reboot do MCU, permitindo que a Marvel Studios mantivesse o que estava funcionando, removesse o que não estava e trouxesse de volta personagens que o público pensava que "tinham sumido para sempre". Em novembro de 2024, Feige disse que personagens dos filmes dos X-Men continuariam a aparecer no MCU até Secret Wars, o que introduziria uma "nova era de mutantes e dos X-Men", O Wall Street Journal informou que Doomsday e Secret Wars introduziriam uma nova versão dos X-Men no MCU e Feige tinha um plano de dez anos para esses personagens. Em julho de 2025, Feige confirmou que Secret Wars "reiniciaria" o MCU com uma nova "linha do tempo singular" e uma equipe reformulada dos X-Men seria introduzida. Ele evitou usar o termo "reboot", dizendo que era uma "palavra assustadora" que significa coisas diferentes para pessoas diferentes. Ele acrescentou que havia potencial para que outros personagens do MCU também fossem reformulados, sentindo que isso era inevitável.
Reconhecendo preocupações sobre o tamanho crescente do MCU, os irmãos Russo disseram que também tiveram dificuldades para acompanhar o grande número de projetos que foram lançados desde Endgame. Eles queriam restaurar o foco da franquia em uma narrativa central, o que havia sido importante para eles durante a Saga do Infinito. Embora Doomsday e Secret Wars sejam a conclusão da Saga do Multiverso, os irmãos Russo viram os dois filmes como um novo começo para o MCU, em contraste com a história final que contaram com Infinity War e Endgame. Feige reiterou isso, dizendo: "Endgame, literalmente, é sobre finais. Secret Wars é sobre começos". Quando começaram a trabalhar na história e nos roteiros dos filmes, os irmãos Russo visitaram os sets de The Fantastic Four: First Steps e assistiram aos primeiros cortes de cenas com o diretor Matt Shakman. Ele disse que isso lhe permitiu "passar o bastão para eles e [garantir que os personagens do Quarteto Fantástico] seriam bem cuidados". Após comentários de Shakman sobre sua abordagem a Reed Richards / Senhor Fantástico levarem a equívocos sobre esse personagem se tornar o líder dos Vingadores em Doomsday, Siegel esclareceu que Richards teria um papel integral nos filmes, mas não como a "peça central". Em julho de 2025, Feige revelou que Waldron estava ajudando McFeely com os roteiros.
Em março de 2025, os irmãos Russo confirmaram que o evento Secret Wars de 1984–85, com a qual cresceram, e as histórias de "Guerras Secretas" de 2015–16 serviriam como "inspiração livre" para os filmes. Depois que vários atores da série de filmes dos X-Men da Fox foram anunciados retornando para Doomsday, em março de 2025, Devin Meenan, do /Film, opinou que o filme poderia adaptar elementos do evento crossover dos quadrinhos "Vingadores vs. X-Men", de 2012, escrito por Bendis, Matt Fraction, Jason Aaron, Ed Brubaker e Hickman. Ele também sentiu que elementos da série limitada Doomwar de 2010, escrita por Jonathan Maberry, poderiam ser incluídos. Essa história em quadrinhos retrata o Doutor Destino invadindo Wakanda e apresenta os X-Men. Em abril, o ator Anthony Mackie, que interpreta Sam Wilson / Capitão América, disse que o filme teria um final de suspense e o descreveu como "ultrapassando os limites" para dar continuidade à história do MCU. Ele acrescentou que "todos são descartáveis". Feige disse que o Apocalipse se concentraria nos Vingadores, Wakandanos, Quarteto Fantástico, Thunderbolts — revelados em Thunderbolts* (2025) como os Novos Vingadores sancionados pelo governo — e os X-Men "originais" se unindo para enfrentar o Destino. Os eventos de First Steps levariam diretamente à história de Doomsday, que se passa quatorze meses depois de Thunderbolts* e quatro anos após os eventos de First Steps. Em julho, Feige disse que era um sonho antigo da Marvel trazer o Quarteto Fantástico e os X-Men para o MCU, e foi surreal para ele ver esses personagens juntos depois de trabalhar em filmes da Marvel por 25 anos. Ele disse que a diversão dos filmes dos Vingadores era reunir personagens diferentes e ver como eles se davam bem, e acrescentou que eles estavam "realmente se aprofundando [nos X-Men] com Doomsday" depois que Deadpool & Wolverine "arranhou a superfície".

## Pré-produção

### Elenco
Em junho de 2024, o Deadline Hollywood descreveu Avengers 5 mais como um ensemble do que os filmes anteriores dos Vingadores, que focavam principalmente em um grupo principal de Vingadores. Havia potencial para mais de 60 atores reprisarem seus papéis no filme, incluindo personagens estabelecidos da Saga do Infinito ao lado de novos da Saga do Multiverso, embora Feige tenha alertado que nem todos os novos personagens da Saga do Multiverso seriam capazes de aparecer nos dois filmes. Também semelhante a Infinity War e Endgame, eles estavam usando cartões magnéticos de beisebol para controlar quais personagens e atores estavam disponíveis para os filmes.
Benedict Cumberbatch disse em junho de 2024 que reprisaria seu papel como Dr. Stephen Strange no primeiro filme. No mês seguinte, Sneider relatou que Jeremy Renner reprisaria seu papel como Clint Barton / Gavião Arqueiro no filme. No final de julho, na SDCC, foi anunciada a escalação de Robert Downey Jr. como Victor von Doom / Doutor Destino para ambos os filmes. Ele discutiu a mudança de Tony Stark / Homem de Ferro para Destino, dizendo que gostava de interpretar personagens complexos e que seu papel nos filmes era "uma nova máscara, a mesma tarefa". Diferentes histórias dentro da Marvel Comics viram Stark e Doom trocarem de corpos, e Doom assume o manto do Homem de Ferro na série de quadrinhos Infamous Iron Man, de 2016-17, de Brian Michael Bendis e Alex Maleev. O anúncio da escalação de Downey levou a especulações sobre se ele interpretaria uma variante de Stark de um universo alternativo ou se sua rescalação seria ignorada na história do filme. Também na convenção, membros do elenco dos filmes Thunderbolts* (2025) e The Fantastic Four: First Steps estariam reprisando seus papéis nos próximos dois filmes dos Vingadores, incluindo os principais atores do Quarteto Fantástico: Pedro Pascal como Reed Richards / Senhor Fantástico, Vanessa Kirby como Sue Storm / Mulher Invisível, Joseph Quinn como Johnny Storm / Tocha Humana e Ebon Moss-Bachrach como Ben Grimm / O Coisa. Tom Holland, que deveria reprisar seu papel no filme como Peter Parker / Homem-Aranha, disse que sabia sobre a escalação de Downey como Doutor Destino antes do anúncio na Comic-Con.
Em novembro de 2024, Feige disse que o estúdio estava procurando maneiras de incluir Wade Wilson / Deadpool, de Ryan Reynolds, e Logan / Wolverine, de Hugh Jackman, em futuros projetos do MCU após Deadpool & Wolverine. No mês seguinte, Chris Evans, Anthony Mackie e Hayley Atwell foram escalados para aparecer no filme, com Mackie e Atwell reprisando seus papéis como Sam Wilson / Capitão América e Peggy Carter. Não estava claro na época qual papel Evans interpretaria depois de interpretar Steve Rogers / Capitão América na Saga do Infinito e uma variante de Johnny Storm / Tocha Humana em Deadpool & Wolverine, reprisando o papel de Fantastic Four (2005) e Fantastic Four: Rise of the Silver Surfer (2007). Sneider relatou que Evans podria interpretar uma versão do Nomade, um papel assumido por Rogers e outros personagens dos quadrinhos. A Marvel tentou desenvolver um filme separado com Evans e Atwell antes de decidir que Doomsday seria um filme melhor para revisitá-los. Evans negou que participaria do filme, dizendo que estava "felizmente aposentado" da Marvel. Em janeiro de 2025, Sneider relatou que a Marvel Studios estava procurando um ator para interpretar uma variante de T'Challa / Pantera Negra de um universo alternativo em vários projetos do MCU, começando com Doomsday. A versão original do personagem foi retratada por Chadwick Boseman no MCU até sua morte em agosto de 2020. Sneider disse que o estúdio ofereceu o papel a um ator no final de 2024, mas eles recusaram. Também em janeiro, Cumberbatch disse que não apareceria mais em Doomsday após mudanças na história feitas após a demissão de Majors, mas logo disse que estava enganado e apareceria em ambos os filmes, com um papel central em Secret Wars. Mackie disse que também estaria nos dois filmes.
Com o início da produção no final de março de 2025, a Marvel anunciou oficialmente 26 membros do elenco para Doomsday. Os atores que retornaram de produções anteriores do MCU incluem Chris Hemsworth, Kirby, Mackie, Sebastian Stan, Letitia Wright, Paul Rudd, Wyatt Russell, Tenoch Huerta Mejía, Moss-Bachrach, Liu, Florence Pugh, Lewis Pullman, Danny Ramirez, Quinn, David Harbour, Winston Duke, Hannah John-Kamen, Tom Hiddleston, Channing Tatum e Pascal. Vários atores da série de filmes dos X-Men da Fox também foram anunciados retornando: Kelsey Grammer, Patrick Stewart, Ian McKellen, Alan Cumming, Rebecca Romijn e James Marsden. Stewart e Grammer reprisaram seus papés anteriormente nos filmes Doctor Strange in the Multiverse of Madness (2022) e The Marvels (2023), respectivamente. Após o anúncio, Downey e a Marvel Studios sugeriram que haveria mais membros do elenco de Doomsday para revelar. Couch e Kit relataram que a Marvel Studios ainda não revelou o elenco completo do filme e notaram a ausência de alguns atores relatados anteriormente, como Holland e Evans. Eles disseram que Evans deveria aparecer em pelo menos um dos dois filmes, enquanto Atwell teria assinado um acordo para estrelar ambos os filmes. Sneider relatou que o filme Spider-Man: Brand New Day (2026) aconteceria simultaneamente aos eventos de Doomsday e ele não esperava que Holland aparecesse no último filme por causa disso.
Em abril de 2025, fotos do set revelaram que Benedict Wong reprisaria seu papel no MCU como Wong em Doomsday. No mês seguinte, fotos com membros do elenco de Doomsday no Bahrein revelaram que Mabel Cadena e Alex Livinalli também retornariam para o filme, respectivamente como Namora e Attuma. Em agosto, Ryan Reynolds postou uma imagem no Instagram do logotipo dos Vingadores vandalizado por pichações, lembrando um logotipo semelhante visto em Deadpool & Wolverine, levando à especulação de que ele estava sugerindo o papel de Deadpool em Doomsday e Secret Wars. Couch e Kit relataram através do boletim informativo Heat Vision do The Hollywood Reporter que Deadpool apareceria em Doomsday, enquanto Anthony D'Alessandro do Deadline Hollywood relatou que Reynolds não estava definido para aparecer nos dois filmes dos Vingadores, não tinha sido visto no set de Doomsday, e tinha postado o logotipo feito por um fã porque o intrigava e ele estava "apenas se divertindo". Umberto Gonzalez, do TheWrap, discutiu esses relatos conflitantes, questionando a confiança do The Hollywood Reporter em suas fontes, mas observando que o fato de Reynolds não aparecer no set não significava que ele não estaria no filme. Gonzalez relatou que Reynolds apareceria como Deadpool em Doomsday, mas disse que as fontes ainda não estavam prontas para confirmar isso oficialmente.

### Design
Gavin Bocquet foi definido como o designer de produção de Doomsday, juntando-se novamente aos irmãos Russo após trabalhar na segunda temporada da série de televisão Citadel (2023–presente). Os cenários do Edifício Baxter que Kasra Farahani projetou para First Steps foram reutilizados, com algumas atualizações, para Doomsday. A figurinista Judianna Makovsky retornou de produções anteriores do MCU.

### Plano de filmagem
Em outubro de 2024, os irmãos Russo disseram que Doomsday e Secret Wars seriam produzidos juntos de forma semelhante a Infinity War e Endgame, mas não seriam filmados juntos como os dois filmes anteriores; houve apenas quatro semanas entre o fim das filmagens de Infinity War e o início das filmagens de Endgame. Anthony disse que haveria cerca de um ano entre o fim das filmagens de Doomsday e o início das filmagens de Secret Wars. Joe disse que os dois filmes estavam sendo feitos "razoavelmente juntos". No início de 2025, as filmagens de Doomsday aconteceriam de março a agosto. Mackie disse que dividiria seu tempo entre as filmagens de Doomsday em Londres e as filmagens da série de televisão 12 12 12, em Budapeste. Os irmãos Russo disseram que as filmagens ocorreriam principalmente em soundstages e locais escolhidos especificamente para evitar vazamentos de fotos do set.

## Filmagem
A produção dos dois filmes está sendo realizada no Pinewood Studios, em Buckinghamshire, Inglaterra. Algumas filmagens de "pré-fotografia" para Doomsday ocorreram em abril de 2025, incluindo a filmagem da cena pós-créditos de Thunderbolts* com o elenco dos Novos Vingadores. Os Russos filmaram a cena acompanhados pelo diretor de Thunderbolts*, Jake Schreier. A filmagem principal de Doomsday começou em 28 de abril, sob o título provisório Apple Pie 1. A produção estava originalmente prevista para começar no início de 2024, mas foi adiada devido à demissão de Majors e às mudanças criativas do filme. O diretor de fotografia Newton Thomas Sigel voltou a trabalhar com os irmãos Russo após trabalharem em Citadel e no filme Cherry (2021). No final de maio, as filmagens estavam sendo realizadas no Bahrein.
Quatro dias de filmagens estão programados para ocorrer no Windsor Great Park, de meados ao final de junho, onde cenários para uma nave espacial e um bangalô no estilo dos anos 1960 estão sendo construídos. Esta última era chamada de "casa de Luke Cage". Um dia adicional de filmagem ocorrerá no Windsor Great Park em agosto, com um cenário sendo construído que foi chamado de "casa de Annie Reynolds". No final de julho, o elenco de First Steps havia terminado de filmar metade de suas cenas, e Romijn havia filmado algumas cenas. Ela não tinha certeza se precisaria filmar mais, pois o roteiro ainda estava sendo escrito. Pascal e Cumming terminaram de filmar suas cenas no início de agosto. Cumming disse que sua agenda para a série The Traitors (2023–presente) significava que ele não estaria disponível quando algumas de suas cenas de Doomsday fossem filmadas, então a produção aproveitou todo o seu tempo e "esmagou todas elas" para serem filmadas usando telas verdes e outras técnicas, assim como "pequenas cenas de pessoas aqui e ali". As filmagens de Doomsday devem durar aproximadamente seis meses.
As filmagens de Secret Wars estão programadas para começar em meados de 2026, cerca de um ano após a conclusão das filmagens de Doomsday, e durar aproximadamente seis meses.

## Pós-produção

### Edição
Jeffrey Ford será o editor do filme, depois de trabalhar em produções anteriores do MCU. Em março de 2025, os irmãos Russo estimaram que Doomsday teria aproximadamente duas horas e meia de duração e Secret Wars teria aproximadamente três horas de duração.

### Trilha sonora
Em abril de 2024, Alan Silvestri indicou que poderia compor a trilha para um futuro projeto do MCU, depois de trabalhar em Infinity War, Endgame e outros filmes do MCU. Em julho, ele foi confirmado como compositor de Doomsday e Secret Wars.